# 長谷部真奈見
長谷部 真奈見（はせべ まなみ、1978年11月9日 - ）は、ジョイスタッフ所属のフリーアナウンサー、ヨガインストラクター。元福井放送アナウンサー。

## 来歴・人物
岡山県総社市生まれ、笠岡市育ち。広島大学附属福山中学校・高等学校を経て、慶應義塾大学法学部法律学科を卒業後、JPモルガン証券に入社。投資銀行部門にて企業の合併・買収のアドバイザリー業務に従事する。
2001年に勤務先のニューヨークでアメリカ同時多発テロ事件に遭遇したのを契機に、ジャーナリズムの道を目指し福井放送に入社。報道番組のキャスターやリポーターを務めた。
現在はジョイスタッフ所属のフリーアナウンサーとして活動を続けているほか、ヨガインストラクターとしてヨガスタジオの代表を務める。

## 現在の出演番組
- Stock Voice（TOKYO MX、2014年9月4日 - ） - IG証券 LUNCH EXPRESS コーナー担当
- モーニングCROSS（TOKYO MX、不定期出演） - コメンテーター

## 過去の出演番組
福井放送時代
- 夕方いちばんプラス1
- FBCラジオワイド
- FBCラジオニュース

## その他
- 第3回『小学生がえらぶ！”こどもの本”総選挙』(発表会MC)[5]